# José María Romero (militar)
José María Romero (20 de marzo de 1926 - 16 de junio de 1993) fue un militar argentino, integrante de la Fuerza Aérea, que alcanzó el rango de brigadier. Se desempeñó como jefe del Estado Mayor Conjunto entre enero y diciembre de 1979 y como embajador de Argentina en Bolivia entre 1980 y 1982, bajo la dictadura autodenominada «Proceso de Reorganización Nacional».

## Biografía
Tras culminar con sus estudios de educación secundaria, el biografiado ingresó como cadete de la Escuela de Aviación Militar el 8 de abril de 1946. El 9 de diciembre de 1950 egresó como alférez del escalafón aire, con orden de mérito 63 sobre un total de 132 cadetes egresados de la promoción 14° de la mencionada institución aeronáutica militar. Entre sus compañeros de promoción se destacan los alféreces Pablo Osvaldo Apella y José Miret.
Romero fue uno de los pilotos que ejecutó el bombardeo de la Plaza de Mayo el 16 de junio de 1955.
Siendo brigadier, comandó la VII Brigada Aérea entre el 24 de diciembre de 1975 y el 15 de diciembre de 1976. Como tal, era responsable del Área 160 con jurisdicción en el partido de Morón (excepto por su zona norte que correspondía al Área 161). Dentro de esta jurisdicción, existió Mansión Seré, el principal centro clandestino de detención de la Fuerza Aérea Argentina durante la represión ilegal en Argentina en las décadas de 1970 y 1980.
Fue jefe del Estado Mayor Conjunto de las Fuerzas Armadas entre el 25 de enero y el 31 de diciembre de 1979. En este cargo, sucedió al brigadier mayor Pablo Osvaldo Apella y precedió al general de división Horacio Tomás Liendo.
Posteriormente, fue embajador en Bolivia desde el 28 de enero de 1980 (por decreto S 147 del presidente de facto Jorge Rafael Videla) hasta su renuncia, la cual fue aceptada el 13 de abril de 1982 por el canciller Nicanor Costa Méndez.
José María Romero falleció en 1993.